# Geckolepis megalepis
Espèce
Geckolepis megalepis est une espèce de geckos de la famille des Gekkonidae endémique de Madagascar.

## Découverte et nom
La découverte de l'espèce est annoncée dans un article de Mark D. Scherz, Juan D. Daza, Jörn Köhler, Miguel Vences et Frank Glaw publié le 7 février 2017 dans PeerJ.
La première partie du nom binominal de l'espèce est le nom générique Geckolepis, car cette espèce appartient à ce genre décrit par Alfred Grandidier en 1867. L'épithète spécifique megalepis signifie littéralement « à grandes écailles » : il dérive du grec μέγας (mégas), « grand », et λεπίς (lepís), « écaille », et fait référence à la taille exceptionnellement grande des écailles des individus de cette espèce.

## Description
Selon l'étude de Mark D. Scherz et ses collaborateurs, les membres de cette espèce ont la capacité de facilement se séparer de leur peau et de leurs écailles pour échapper aux prédateurs, lesquelles repoussent après quelques semaines.